# 近藤洲弘
近藤 洲弘（こんどう くにひろ、男性、1936年8月26日 - 1990年1月16日）は、日本のテレビプロデューサー、元テレビ朝日職員。妻は女優の中島そのみ。

## 来歴・人物
日本大学中退。その後1964年（昭和39年）、NETテレビ（現・テレビ朝日）に入社。

## プロデュース作品
- 非情のライセンス 第3シリーズ（1980年）
- 傑作推理劇場「消えた献本」（1981年）
- 月曜ワイド劇場
  - 轢き逃げ わが子を殺された母の復讐!（1983年）
  - 契約母子 9年間の夫の浮気 だまされた妻の隠し子いじめ（1984年）
  - 美貌のメス 女外科医が見た大病院の疑惑!少女は実験台にされて死んだ!?（1985年）
  - 気になる隣の新家族（1986年）
- ママ、大変だァ!（1985年）
- 暴れん坊将軍III（1988年 - 1990年）